# Брянта
Брянта — река в Амурской области, правый приток Зеи. Сейчас впадает в Зейское водохранилище.
Длина реки — 317 км, площадь водосборного бассейна — 14 100 км². Берёт своё начало на южных склонах Станового хребта, течёт на юг по Верхнезейской равнине. Летом возможны значительные дождевые паводки. Питание преимущественно дождевое.

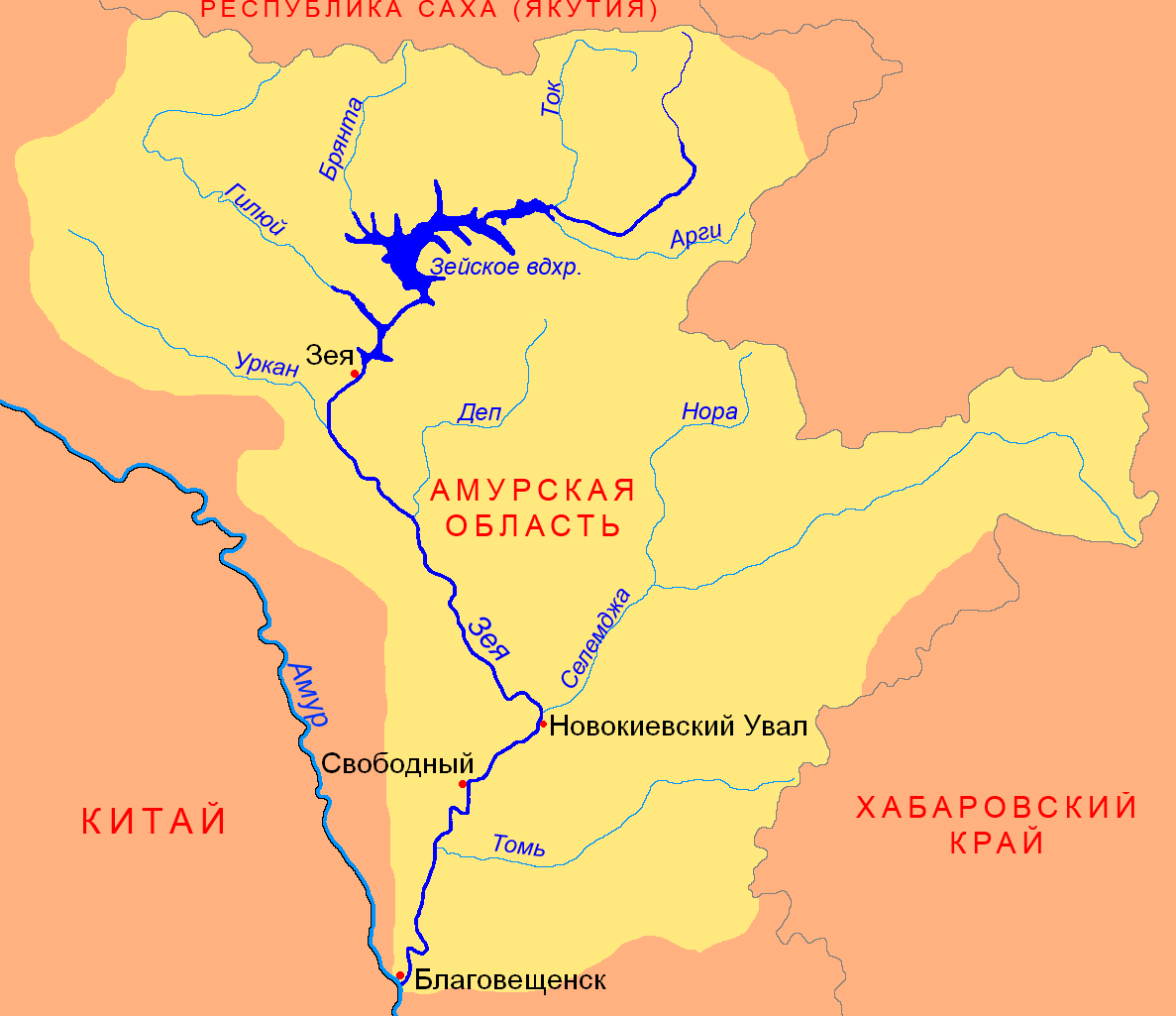
Бассейн Зеи с притоком Брянта

Населённых пунктов на реке нет. Посёлок Дипкун стоит на правом притоке Брянты, примерно в 30 км до реки.

## Название
Название с эвенкийского «брянтэ» — река с многими истоками; другой вариант название от древнерусского «дебря» — места, заросшие непроходимым, густым лесом.

## Притоки
(км от устья)
- 23 км: река Унаха (пр)
- 30 км: река Утугай (лв)
- 142 км: река Дёсс (пр)

## Данные водного реестра
По данным государственного водного реестра России относится к Амурскому бассейновому округу, речной бассейн реки Амур, речной подбассейн реки — Зея, водохозяйственный участок реки — Зея от истока до Зейского гидроузла.
Код объекта в государственном водном реестре — 20030400112118100026316.